# Кающаяся Магдалина (картина Караваджо)
Кающаяся Магдалина (также называемая Кающейся Мадаленой) —  картина итальянского мастера барокко Микеланджело Меризи да Караваджо. На картине изображена раскаявшаяся Мария Магдалина, когда она оставляет позади свою распутную жизнь. Рядом с ней изображены её традиционные атрибуты. На момент написания (около 1594–1595) картина отличалась нетипичным современным реализмом и отходом от традиционного изображения Магдалины. Работа находится в галерее Дориа-Памфили в Риме.

## Композиция
На картине изображена молодая брюнетка, сидящая на коленях или на низком стуле, положив руки на колени. Рядом с ней разбросанные драгоценности и закрытая бутылка с жидкостью, заполненная почти на три четверти. Её взгляд отведен от зрителя, голова опущена вниз в положении, которое сравнивают с традиционными изображениями распятого Иисуса Христа. По щеке сбоку от носа стекает единственная слеза.

## История

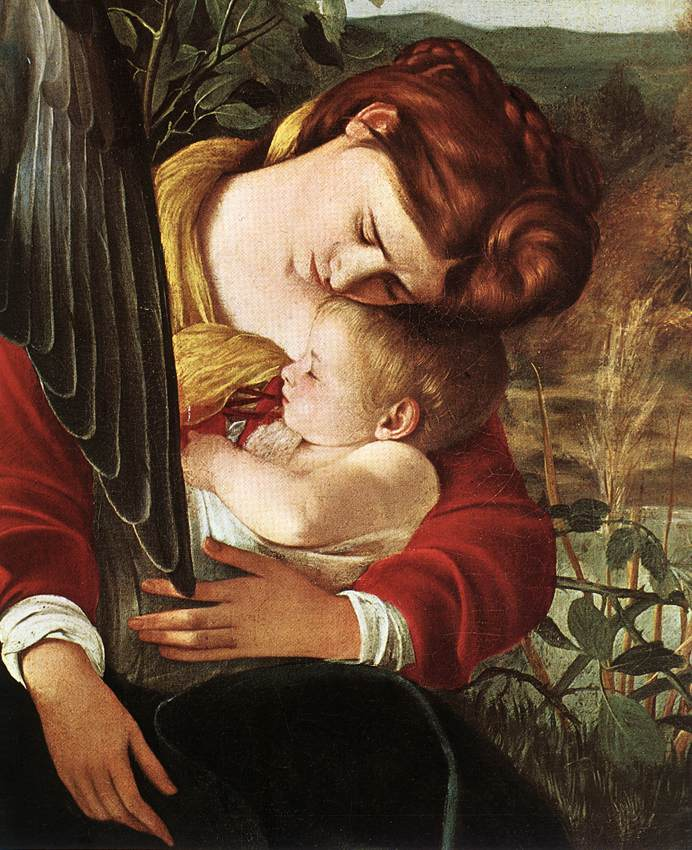
Та же модель, возможно, послужила и для изображения Девы Марии на картине «Отдых на пути в Египет».

Картина была написана около 1594–1595, в это время Караваджо проживал с Джузеппе Чезари и Фантеном Петриньяни. Считается, что картина была заказана Пьетро Виттриче. Караваджо был известен тем, что использовал нескольких проституток в качестве моделей для своих работ, и историки предполагают, что на этой картине изображена Анна Бьянкини. Современные биографы указывают, что Бьянкини, возможно, также фигурировала в «Смерти Марии» , «Обращении Магдалины» (как Марфа ) и «Отдыхе на пути в Египет» (как Дева Мария). Возможно, это первая религиозная картина, написанная Караваджо.

Картина отходит от канона изображения кающейся Марии Магдалины времен Караваджо, как в изображении модели в современной одежде (на платье можно увидеть дамасский орнамент), так и, по словам биографа Джона Варриано (2006), в избегании «пафоса и томной чувственности», с которыми традиционно ассоциируется изображенная Магдалина. Действительно, на большинстве картин Магдалина изображена обнаженной, как на картине Тициана 1533 года. Она раскаялась и, согласно средневековой легенде, после Вознесения Иисуса удалилась в пустыню, предавшись аскезе в последующие 30 лет. Именно переход Караваджо к реализму шокировал его первоначальную аудиторию; Хилари Сперлинг пишет в «The New York Times Book Reviews» (2001): «современники жаловались, что его Мария Магдалина выглядела как соседская девушка по соседству, распустившая волосы на ночь».  Спустя десятилетия после завершения картины биограф 17 века Джованни Пьетро Беллори высказал мнение, что Караваджо симулировал религиозный образ, добавив предметы, связанные с Марией Магдалиной — графин с маслом и брошенные драгоценности — и изобразил современную жанровую сцену. Но поэт-иезуит Джузеппе Силос, очевидно, не считал произведение притворно духовным. Напротив, в своей Pinacotheca sive Romana pictura et sculptura, опубликованной в 1673 году, он хвалил картину и художника:
Мы видим безмолвное раскаяние, и в глубине её сердца она горит тайным пламенем. Конечно, цвета Караваджо настолько живы, что раскрывают даже самые сокровенные её чувства. Редкая птица — это тот художник, который в простом изображении может так ясно показать то, что скрыто в слепой темноте совести.
В своей противоречивой биографии «M» (2001) Питер Робб предполагает, что реализм произведения и тонкие намёки на насилие, которые можно усмотреть в разорванном жемчужном ожерелье и опухших лице и руках объекта, могут указывать жестокое обращение с куртизанками во времена Караваджо со стороны полиции Рима. Основываясь на записях из жизни Бьянкини, Робб допускает, что её могли публично выпороть, а жидкость в банке предназначалась для обработки ран, и что созерцание девушки в этом состоянии вдохновило Караваджо.

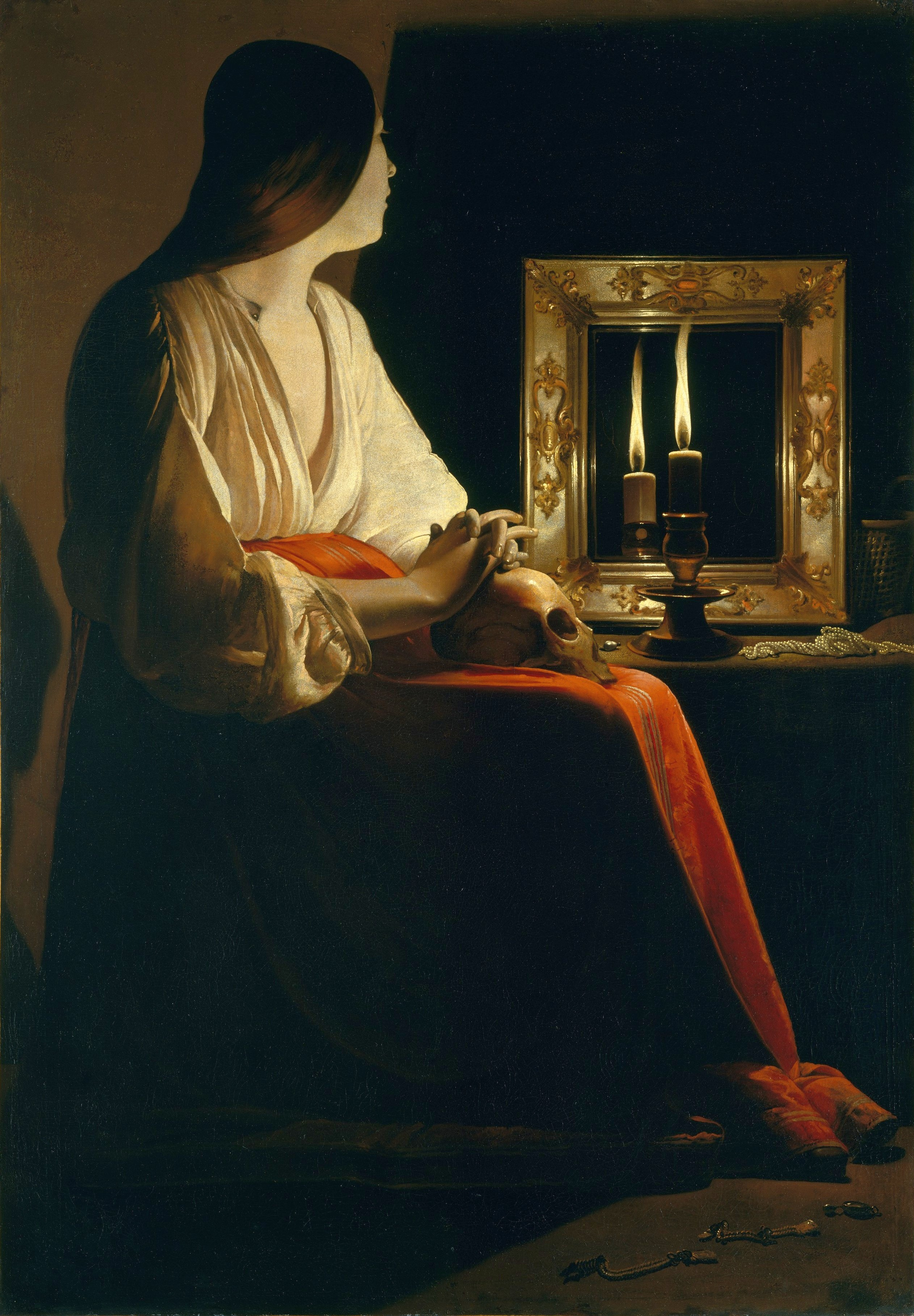
Жорж де Ла Тур « Кающаяся Магдалина» (ок. 1638–1643)

Что бы ни вдохновляло Караваджо на написание этой картины, его произведение могло, в свою очередь, вдохновить Жоржа де Латура на создание нескольких версий легенды о Магдалине. В одной из своих работ Де Латур изменил позу и зрительский ракурс, хотя Магдалина остаётся сидящей, отвернув лицо и сложив руки на коленях. Кроме того, изображены иные предметы, окружающие Магдалину: она ярко освещена свечой, установленной перед зеркалом, и держит череп на коленях.